# مسابقات جهانی ژیمناستیک ریتمیک ۲۰۱۱
مسابقات جهانی ژیمناستیک ریتمیک ۲۰۱۱ سی و یکمین دوره مسابقات جهانی ژیمناستیک ریتمیک است که در مون‌پلیه، فرانسه از ۱۹ تا ۲۵ سپتامبر ۲۰۱۱ میلادی برگزار شده‌است.

## جدول مدال‌ها
| رتبه  | کشور      | طلا | نقره | برنز | مجموع |
| 1     | روسیه     | ۷   | ۶    | ۰    | ۱۳    |
| 2     | ایتالیا   | ۱   | ۲    | ۰    | ۳     |
| 3     | بلغارستان | ۱   | ۰    | ۴    | ۵     |
| 4     | بلاروس    | ۰   | ۱    | ۱    | ۲     |
| 5     | اسرائیل   | ۰   | ۰    | ۲    | ۲     |
| 6     | آذربایجان | ۰   | ۰    | ۱    | ۱     |
| 7     | اوکراین   | ۰   | ۰    | ۱    | ۱     |
| مجموع | مجموع     | ۹   | ۹    | ۹    | ۲۷    |